# Красное (Суражский район)
Красное — деревня в Суражском районе Брянской области в составе Нивнянского сельского поселения.

## География
Находится в северо-западной части Брянской области на расстоянии приблизительно 14 км на северо-восток по прямой от районного центра города Сураж на правом берегу реки Ипуть.

## История
Возникла в середине XVIII века при мельнице, упоминаемой с начала XVIII века, до 1781 года входила в Мглинскую сотню Стародубского полка как казацкое поселение. В 1859 году здесь (деревня Красная Суражского уезда Черниговской губернии) учтено было 25 дворов, в 1892—40.

## Население
Численность населения: 201 человек (1859 год), 262 (1892), 69 человек (русские 100 %) в 2002 году, 76 в 2010.